# Straume, Vestland
Straume är en ort i Øygardens kommun i Vestland fylke i västra Norge. Orten ligger vid riksväg 555 och ingår i den sammanväxta tätorten Knarrevik/Straume. Den utgör kommunens centralort.